# روشتایگ
روشتایگ (به فرانسوی: Rosteig) یک کمون در فرانسه با جمعیت ۵۸۱ نفر است که در Canton of La Petite-Pierre واقع شده‌است.